# Coussergues

Coussergues este o comună în departamentul Aveyron din sudul Franței. În 1 ianuarie 2018 avea o populație de 254 de locuitori.